# Mirosława Kątna
Mirosława Ewa Kątna (ur. 30 czerwca 1949 w Warszawie) – polska działaczka społeczna, psycholog i polityk, posłanka na Sejm IV kadencji.

## Życiorys
Ukończyła w 1972 studia na Wydziale Psychologii i Pedagogiki Uniwersytetu Warszawskiego, specjalizowała się w zakresie psychologii sądowej oraz klinicznej. W latach 1972–1984 pracowała jako psycholog i wychowawca młodzieży w Państwowym Zespole Ognisk Wychowawczych. Współtworzyła Komitet Ochrony Praw Dziecka, w którym od 1984 pełniła funkcję wiceprzewodniczącej, a na czele którego stanęła w 1990 jako przewodnicząca zarządu krajowego. W latach 90. zasiadała w zarządzie Fundacji „Dzieci Niczyje”, prowadziła w tym czasie Środowiskowy Ośrodek Pomocy Dzieciom i Rodzinie na Białołęce. Organizowała liczne projekty głównie mające na celu z zakresu ochrony praw dziecka i respektowania postanowień Konwencji. W 1997 pełniła funkcję pełnomocniczki rządu do spraw dzieci w Kancelarii Prezesa Rady Ministrów w randze podsekretarza stanu. W wyborach samorządowych w 1998 uzyskała mandat radnej powiatu warszawskiego z listy Sojuszu Lewicy Demokratycznej. W 2007 powołana na dyrektora Gminnego Centrum Trzeźwości.
W 2000 Sejm wybrał ją na stanowisko rzecznika praw dziecka, jednak kandydatura została odrzucona w zdominowanym przez AWS Senacie.
Była posłanką IV kadencji wybraną w okręgu warszawskim z listy SLD-UP (2001–2005). W 2004 przeszła do SdPl, w 2005 nie została ponownie wybrana. Od 2006 do 2010 pełniła funkcję radnej warszawskiej rady miejskiej z listy koalicji Lewica i Demokraci.

## Odznaczenia
Odznaczona Krzyżem Kawalerskim Orderu Odrodzenia Polski oraz Orderem Uśmiechu.